# Улица Заньковецкой (Нежин)
Улица Заньковецкой (укр. Вулиця Заньковецької) — улица города Нежина. Пролегает от улицы Ивана Франко до улицы Кунашевская. 
Примыкает переулок Крылова.

## История
Сучковый переулок известен с 19 века. В 1904-1919 годы (с перерывами) доме № 11 жила советская украинская актриса Мария Константиновна Заньковецкая. На доме в 1960 году установлена мемориальная доска. 
В 1911 году улица получила современное название — в честь советской украинской актрисы Марии Константиновны Заньковецкой. 
В 1925 году в доме № 36 (не сохранился) родился Герой Советского Союза, участник освобождения Нежина Иван Фёдорович Желтоплясов.

## Застройка
Улица пролегает в северо-восточном направлении. Парная и непарная стороны улицы заняты усадебной застройкой.
Учреждения: нет
Памятники истории:
1. дом № 11 — Дом, где жила М. К. Заньковецкая